# Episodi di Childrens Hospital (quinta stagione)
La quinta stagione della serie televisiva Childrens Hospital, composta da 13 episodi, è stata trasmessa negli Stati Uniti dal 26 luglio 2013 al 25 ottobre dello stesso anno sul canale Adult Swim.
In Italia la stagione è inedita.
| nº | Titolo originale                | Titolo italiano | Prima TV USA      | Prima TV Italia |
| -- | ------------------------------- | --------------- | ----------------- | --------------- |
| 1  | A New Hope                      |                 | 26 luglio 2013    |                 |
| 2  | Triangle                        |                 | 2 agosto 2013     |                 |
| 3  | The C-Word                      |                 | 9 agosto 2013     |                 |
| 4  | Country Weekend                 |                 | 16 agosto 2013    |                 |
| 5  | Imaginary Friends               |                 | 23 agosto 2013    |                 |
| 6  | The Gang Gets Sushi             |                 | 30 agosto 2013    |                 |
| 7  | Old Fashioned Day               |                 | 6 settembre 2013  |                 |
| 8  | Spoiler Alert: Owen Gets a Perm |                 | 13 settembre 2013 |                 |
| 9  | Wine Tasting                    |                 | 20 settembre 2013 |                 |
| 10 | Blaken                          |                 | 4 ottobre 2013    |                 |
| 11 | A Lot of Brouhaha Over Zilch    |                 | 11 ottobre 2013   |                 |
| 12 | My Friend Falcon                |                 | 18 ottobre 2013   |                 |
| 13 | Coming and Going                |                 | 25 ottobre 2013   |                 |
| 14 | Coming and Going                |                 | 25 ottobre 2013   |                 |